# Maadi
Maadi (arabiska: المعادي), är ett sydligt beläget distrikt (kism) och en förort till Kairo i Egypten, cirka tolv kilometer söder om stadens centrum utefter Nilens östra strand. Folkmängden uppgår till cirka 100 000 invånare. Maadi är ett av de mest framstående av Kairos distrikt och är främst känt som ett bostadsområde för i huvudsak överklassen och västerlänningar men även till viss del för de arkeologiska utgrävningarna från sin förhistoria. Det finns flera välkända moskéer och kyrkor i området samt ett flertal internationella skolor och college.

## Historia
Maadi bibehåller namnet på en forntida stad som fanns på i stort sett samma plats som dagens distrikt och som nu utvecklats till en betydande fördynastisk arkeologisk plats. Viss byggnation och utbredning av stadsdelen har dock förstört platser av arkeologiskt värde.
Staden moderna historia sträcker sig till 1904 när järnvägen mellan Kairo och Helwan anlades. Byggandet av staden begränsades först till området utefter järnvägen men spreds snart ned mot Nilen, bland annat byggdes en större armébas utefter järnvägen.
Stadsplaneringen gjordes 1905 av en före detta kanadensisk officer, kapten Alexander J. Adams. Hans visioner resulterade i vida boulevarder och stora villor vilka fortfarande existerar i dagens Maadi. Det var mycket strikta regler för byggandet av bostäder i relation till husens storlek, husets yta i förhållande till tomtstorleken samt storleken på trottoaren, till och med fönsterluckorna måste ha en viss färg.

### Andra världskriget
Under perioden från 1940 till 1946 var platsen en viktig del av Nya Zeelands armé som hade ett träningsläger i Maadi där man med utgångspunkt från ökendynerna i Wadi Digla och Tel al-Maadian tränade 76 000 man för strid. Under den här perioden ägdes området av Delta Land Company, företaget som anlade Maadi år 1907. Bergsplatån hyrdes ut till Nya Zeelands armé under 6 års tid och blev dess viktigaste utlandsbas.
Det låg även ett brittiskt förhörscenter i Maadi. I juli 1942, vid höjdpunkten av Ökenkriget medgav två tyska radiooperatörer att en kopia av Daphne du Mauriers roman Rebecca som hittats bland deras ägodelar, hade använts som kryptonyckel. Deras utrustning som hittades på en husbåt på Nilen hade undersökts av en ung signalofficer i egyptiska armén, den framtida presidenten Anwar Sadat.

## Maadi idag

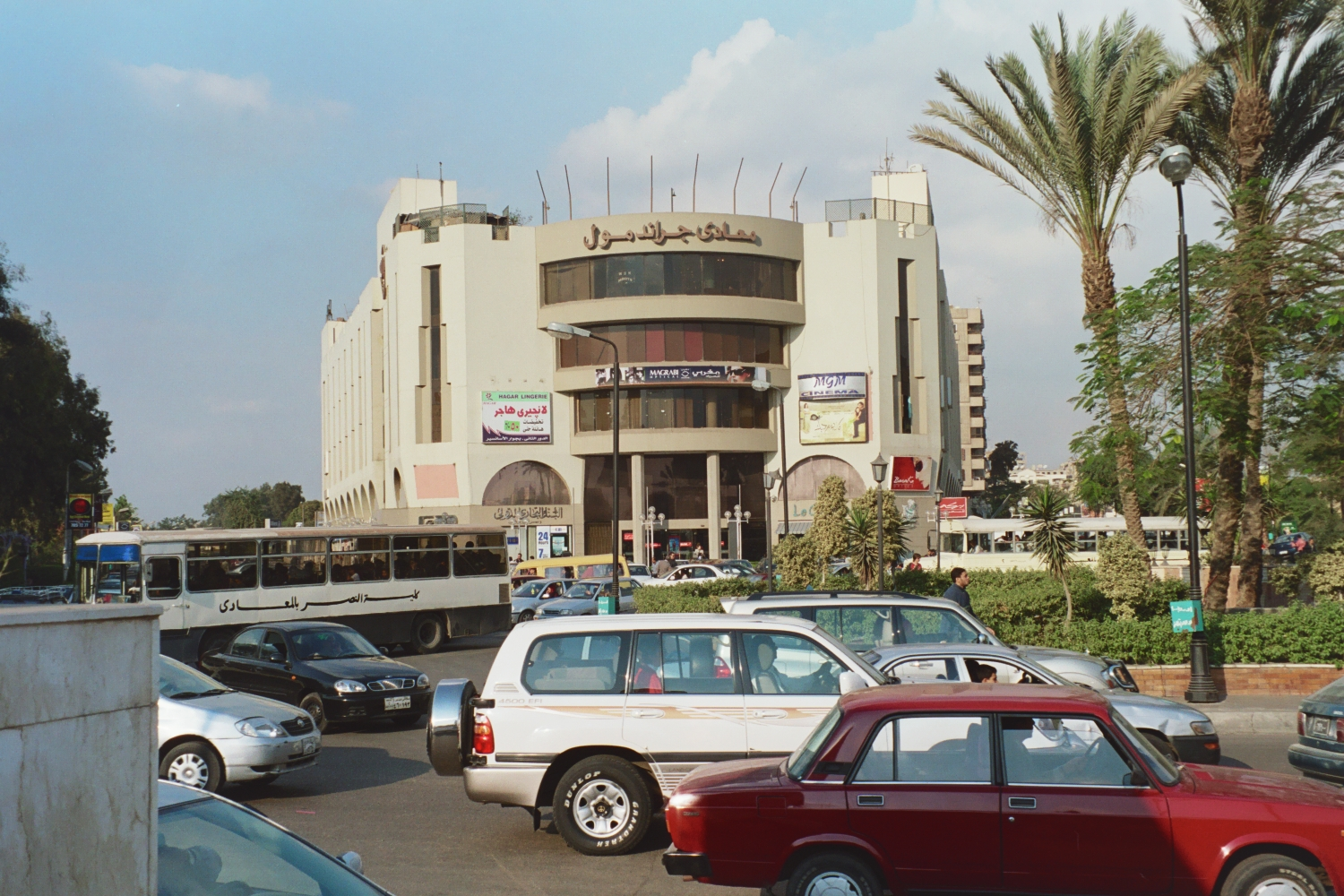
Maadi köpcentrum (Grand Mall)

Den äldsta delen av Maadi, El Sarayat eller Gamla Maadi, består framför allt av villor och få-familjshus med omgivande trädgårdar. Det är den mest välbärgade delen av Maadi tillsammans med det angränsade området Digla. Dessa två områden kännetecknas av rondeller och lugna gator med en lummig grönska.
Det finns flera flerbostadshus i Maadi, majoriteten dock i lägre byggnader av cirka 3-4 våningars höjd. Det finns ett flertal höghus utefter Nilstranden (cornichen), samt i den nybyggda östra delen Digla.
Maadi ligger utefter Nilen på dess östra strand cirka 12 km söder om Kairo centrum. Längs med Nilen finns vad som kallas en Corniche, ett gatu- och promenadstråk med kaféer och restauranger på liknande sätt som i många andra av Egyptens städer. Huvudgatan mot Kairo följer utefter cornichen men det finns inga broar att korsa floden vid Maadi, den närmsta är Mounib-bron cirka 5 km norrut i riktning mot Kairo centrum.
Maadi är det minst tätbefolkade området i storstadsregionen Kairo. Området bebos av en övre-medelklass samt av många utlänningar, flera har anknytning till ambassader, ambassadpersonal och internationella företag baserade i Maadi med omgivning. Kairo-kontoret för USAID ligger i Maadi.

### Atmosfär
I vissa delar av distriktet, framför allt i Gamla Maadi och området runt amerikanska skolan (Cairo American College), är det lugnt och måttlig trafik. Den ymniga grönskan är en stark kontrast till de tätbefolkade och starkt trafikerade gatorna i större delen av resterande Kairo. Området är populärt med ett flertal kaféer, restauranger och uteserveringar varav vissa i trädgårdar som omger de stora kolonialvillorna. 

### Kultur

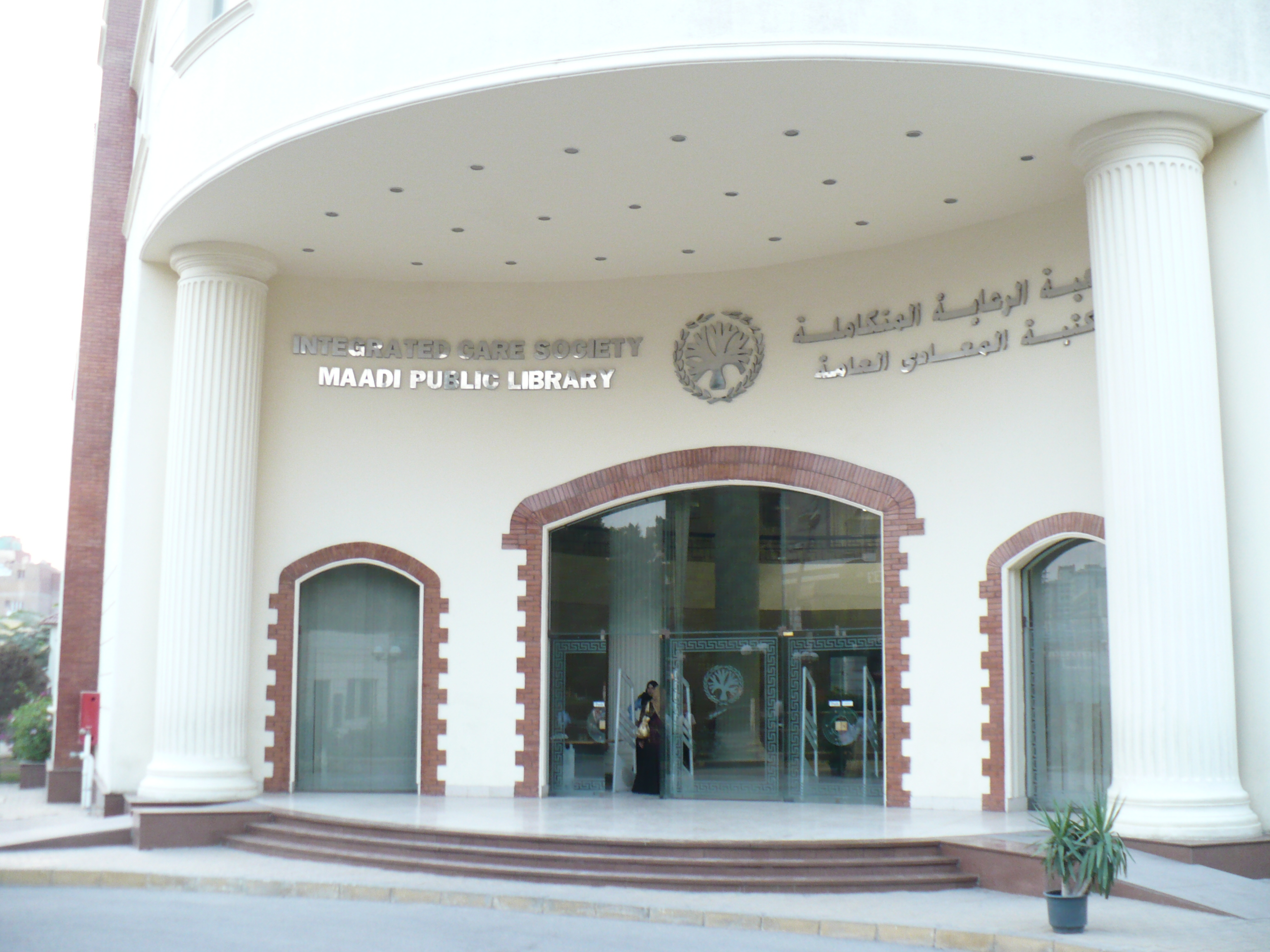
Maadi bibliotek

Den allmänna servicenivån i Maadi är till en stor del anpassad för den stora andelen utlänningar och välbeställda egyptier bosatta i distriktet. Förutom lokala restauranger och kaféer finns det en stor del internationella och västerländska franchiserestauranger, kaféer och snabbmatsrestauranger. Det populäraste området för västerlänningar att handla i är de "lokala" butikerna utefter gata 9 (Road 9). Det finns flera försäljningsställen av dagstidningar och tidskrifter för denna stora del av Maadis befolkning. Maadi sportklubb (The Maadi Sporting Club) etablerades 1921. Maadi är dessutom en plats för kurser, i bland annat dans och arabiska samt har ett stort bibliotek, Maadi Library.
Maadi är väldigt mångkulturellt och bland moskéerna finns det dessutom ett antal kyrkor samt en synagoga.

### Publika kommunikationer

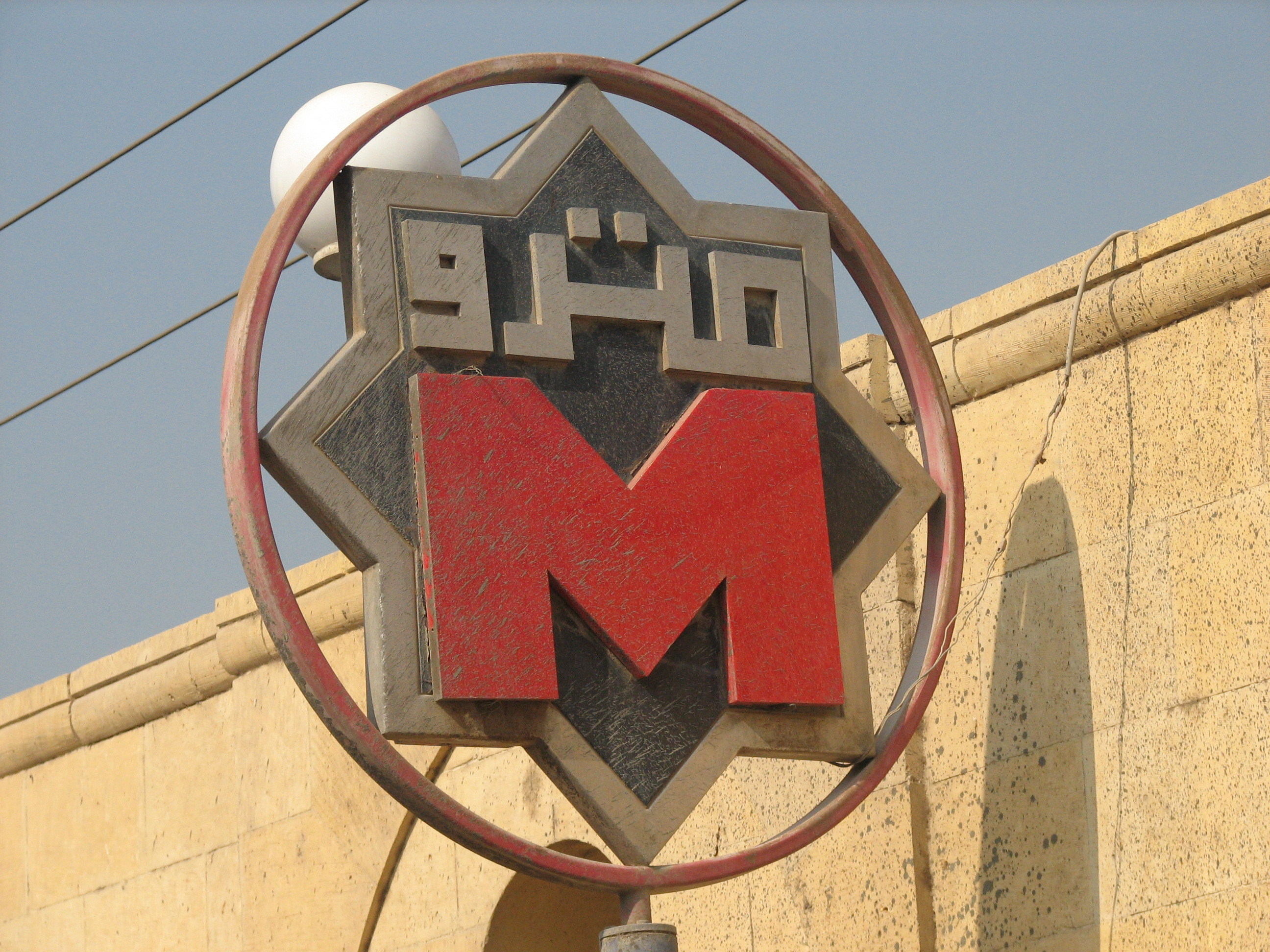
Logotypen som utmärker stationer för "Metron", Kairos tunnelbana

Maadi ligger utefter linje 1, den röda linjen, i Kairos tunnelbanesystem den så kallade Metron. Linjen öppnades 1987 är 34,5 kilometer lång och går från Helwan i söder, via Maadi och Kairo centrum, till El-Marg i norr. Tunnelbanelinjen har ersatt den tidigare järnvägslinjen mellan Kairo och Helwan. Det finns tre tunnelbanestationer i Maadi (Hadayek El Maadi, Maadi och Thakanat El Maadi). En utbyggnad av tunnelbanan i Maadi har diskuterats, men inga planer har ännu passerat förslagsstadiet.
Egyptens statsjärnvägar har också ett spår genom Maadi som används enbart för godstrafik.